# Béance tubaire
Pour les articles homonymes, voir Béance.
 Mise en garde médicale
La béance tubaire est le nom d'une maladie rare où la trompe d'Eustache, au lieu de rester normalement fermée, s'ouvre involontairement par intermittence. Quand cela arrive, le patient ressent de l'autophonie, phénomène très particulier qui se traduit par le fait d’entendre sa voix, sa respiration résonner dans ses propres oreilles, de façon excessive.

## Symptômes
Avec la béance tubaire, les variations de pression des voies aériennes supérieures associées à la respiration sont transmises à l’oreille moyenne par la trompe d’eustache. Cela provoque une sensation désagréable de plénitude dans l’oreille moyenne et modifie la perception auditive. Les patients se plaignent généralement de sons « étouffés » et d’autophonie.
Certains patients atteints par cette maladie sont gênés par le son perçu de leur propre voix, les obligeant à parler très doucement. Leur voix peut sembler également faible aux autres personnes, parce que la trachée a plus de volume lorsque la trompe d’eustache est ouverte. Les personnes souffrant de béance tubaire peuvent avoir des difficultés lors d’activités normales, mais surtout lors d’activités physiques du fait de l’augmentation de la fréquence respiratoire et de la circulation sanguine qui aggrave le phénomène d’autophonie.

## Diagnostic
Lors de l’examen d’un cas suspect de béance tubaire, le médecin pourra visualiser directement le tympan et remarquer que celui-ci vibre à chaque respiration prise par le patient. Un tympanogramme peut également aider au diagnostic.
La béance tubaire est souvent diagnostiquée à tort comme catarrhe tubaire en raison de la similitude des symptômes et de la rareté de la maladie. Si le diagnostic n’est pas posé correctement, un médicament décongestionnant est parfois prescrit. Ce type de médicament aggrave la situation. Comme la trompe d’eustache repose sur des liquides collants qui lui permettent de rester fermée, l’effet asséchant d’un décongestionnant est à proscrire. Le patient peut également se voir proposer la pose d’un diabolo dans le tympan, ce qui ne résoudra souvent pas le problème de béance tubaire et augmentera le risque d’infection de l’oreille. Lorsque les traitements échouent, et si le médecin n’est pas sensibilisé à la béance tubaire, les symptômes évoqués par le patient peuvent être même considérés comme psychologiques.
Par ailleurs, il peut arriver que le médecin diagnostique une béance tubaire à un patient souffrant du syndrome de Minor, maladie encore plus rare, du fait de la similitude des symptômes d’autophonie existant pour ces deux maladies.

### Béance tubaire
La béance tubaire est un dysfonctionnement de la trompe d’eustache, difficile à diagnostiquer et à traiter. Des études récentes suggèrent que la physiopathologie et l’étiologie de la béance tubaire sont liées à un historique d’otites moyennes, plutôt qu’à une perte de poids, qui était auparavant largement reconnu comme étant la cause principale. La moyenne d’âge est de 30 ans, avec une prédominance féminine. Il est rare de trouver des patients de moins de 15 ans. Des inflammations chroniques des voies respiratoires sont presque toujours associées avec la béance tubaire ; ainsi qu’un reflux laryngo-pharyngé pour une grande majorité des patients. Les dernières données épidémiologiques indiquent que la béance tubaire est le résultat d’un dysfonctionnement tubaire qui a évolué sur une longue période.
Étant donné que la prise en charge chirurgicale d’une béance tubaire ou d’un catharre tubaire sont diamétralement opposée, il est primordial d’obtenir le bon diagnostic avant d’entreprendre tout traitement. La visualisation de la trompe ouverte en permanence par l’examen endoscopique permet d’affirmer le diagnostic, mais son absence n’exclut pas le diagnostic d’une béance tubaire.

### Symptômes de la béance tubaire et conséquences
L’autophonie - phénomène très particulier qui se traduit par le fait d’entendre sa voix, sa respiration résonner dans ses propres oreilles, de façon excessive – semble être le symptôme commun de tous les patients souffrant de béance tubaire. Malheureusement, la présence d’autophonie révèle également un degré de perméabilité avancé de la trompe d’eustache, qui requiert dans la plupart des cas une intervention chirurgicale. Les autres symptômes de la béance tubaire sont : l’acouphène, une sensation de plénitude dans l'oreille, symptômes dont se plaignent également les patients souffrant d'un catharre tubaire. Ce problème de diagnostic différentiel mène malheureusement à des chirurgies proposées par des ORL bien intentionnés, mais inexpérimentés. Certaines de ces chirurgies peuvent aggraver la situation.
Au début, les patients entendent leur voix de l’intérieur, amplifiée et désagréable. Dès lors, les patients évitent de parler et finissent par se retirer dans une solitude croissante. S’allonger ou mettre la tête en bas peut aider à diminuer les symptômes, car la pression sanguine et la congestion des muqueuses sont augmentées.
Au fil du temps, les patients expérimentent de l’autophonie, ils s’entendent de l’intérieur. Ils entendent leur propre respiration, et parfois même leurs battements de cœurs. Certains trouvent cela insupportable. La dépression est commune. Un suivi psychologique devra être indiqué.

## Causes
La béance tubaire est un dysfonctionnement physique. Les causes exactes peuvent varier d'un individu à l'autre. La perte de poids est souvent évoquée à cause de la nature même des trompes d’eustache. En effet, des tissus graisseux permettent à la trompe de rester fermée la plupart du temps chez les individus en bonne santé. Lorsque l’ensemble du corps perd de sa masse graisseuse, les tissus qui entourent la trompe d’eustache fondent et celle-ci n’est plus retenue.
L’activité physique (comme le sport) et les substances (comme le café) qui déshydratent le corps ont le même effet et sont également des causes possibles de la béance tubaire. De même, la grossesse peut être une cause de la béance tubaire à cause des dérèglements hormonaux, mais elle disparaît une fois la grossesse terminée.

## Traitement
Pour atténuer les symptômes, les patients ont recours à des manœuvres positionnelles, telles qu’incliner la tête sur le côté ou à l’envers, s’allonger sur le dos, ou assis la tête entre les genoux.
Une autre astuce consiste à poser la main sur son cou et comprimer très légèrement les veines jugulaires à droite ou à gauche, ou les deux. La béance cesse dans les dix secondes à cause de la légère augmentation de la pression veineuse, comme lorsqu'on baisse la tête. Lorsqu'on cesse la compression, la béance reprend dans la minute qui suit. L'avantage de cette méthode est la discrétion en public.
Il existe des gouttes nasales contenant de l’acide chlorhydrique dilué, du chlorobutanol, de l’alcool benzylique qui peuvent être utilisées pour provoquer un Œdème sur l’ouverture de la trompe d’eustache.
Dans les cas extrêmes, une intervention chirurgicale peut être tentée pour combler les tissus entourant la trompe d’eustache avec de la graisse, du gel ou du cartilage. Ces différentes méthodes ne sont pas toujours couronnées de succès. 
Plus récemment, des médecins canadiens ont constaté que l’application de Blu-Tack de la taille d’un pois sur le tympan réduit les vibrations et peut aider à atténuer les symptômes. Des essais sont en cours et la procédure peut être faite en une minute par un ORL sans anesthésie. Le Blu-Tack doit être remplacé à intervalles réguliers.
Il existe aussi une autre méthode chirurgicale permettant de traiter cette pathologie : la tuboplastie par ballonnet.
Cette procédure consiste à insérer un cathéter PTA modifié à l’intérieur de la trompe d’Eustache à l’aide d’un microendoscope afin d’assurer un positionnement précis et délicat. Une fois le cathéter placé, le ballonnet situé au niveau de son extrémité distale est gonflé par l’introduction d’une solution saline jusqu’à une pression de dix bars. Cette pression est maintenue pendant deux minutes. Le ballonnet est ensuite dégonflé et le cathéter est retiré sous vision endoscopique.
Les résultats post-opératoires sont analysés au moyen d’une échelle spécifique, appelée ETS, qui évalue les paramètres objectifs et subjectifs
.